# 5 CD Original Album Serien
5 CD Original Album Serien är en samlingsbox av den svenska rockgruppen Broder Daniel, utgiven den 17 augusti 2011 på EMI. Boxen innehåller gruppens samtliga fyra studioalbum samt 2009s års version av samlingsalbumet Singles.

## Låtlista

### CD 1 (Saturday Night Engine)
| Nr  | Titel                | Längd |
| --- | -------------------- | ----- |
| 1.  | Lovesick             | 3:20  |
| 2.  | Luke Skywalker       | 3:27  |
| 3.  | Iceage               | 2:58  |
| 4.  | Disease Inside       | 3:26  |
| 5.  | What's Good (2)      | 2:41  |
| 6.  | The Kids Are Alright | 3:54  |
| 7.  | Come on You People   | 2:23  |
| 8.  | Lost in Love         | 3.46  |
| 9.  | Cadillac             | 4:04  |
| 10. | The Middleclass      | 3:27  |
| 11. | Son of S:t Jacobs    | 3:52  |

### CD 2 (Broder Daniel)
| Nr  | Titel                      | Längd |
| --- | -------------------------- | ----- |
| 1.  | Underground                | 2:51  |
| 2.  | Work                       | 3:33  |
| 3.  | ABC 123                    | 2:36  |
| 4.  | Upside Down and Inside Out | 3:29  |
| 5.  | Steel                      | 4:28  |
| 6.  | Sorrow                     | 3:03  |
| 7.  | Go My Own Way              | 2:50  |
| 8.  | Confusion                  | 2:19  |
| 9.  | Life Is a Bubble           | 2:43  |
| 10. | The Young and The Old      | 4:07  |

### CD 3 (Broder Daniel Forever)
| Nr  | Titel                        | Längd |
| --- | ---------------------------- | ----- |
| 1.  | I'll Be Gone                 | 3:38  |
| 2.  | Dark Heart                   | 2:51  |
| 3.  | Old in Just One Day          | 2:58  |
| 4.  | You Bury Me                  | 3:12  |
| 5.  | Happy People Never Fantasize | 3:47  |
| 6.  | Whirlwind                    | 4:37  |
| 7.  | The Name Is Broder Daniel    | 2:38  |
| 8.  | Love Doesn't Last            | 3:24  |
| 9.  | Dream My Days Away           | 3:42  |
| 10. | No Time for Us               | 4:21  |

### CD 4 (Cruel Town)
| Nr  | Titel                  | Längd |
| --- | ---------------------- | ----- |
| 1.  | Cruel Town             | 3:59  |
| 2.  | Shoreline              | 4:20  |
| 3.  | When We Were Winning   | 4:46  |
| 4.  | Dark Star              | 3:29  |
| 5.  | Burn Heart Burn        | 3:23  |
| 6.  | Hardened Heart         | 3:14  |
| 7.  | Army of Dreamers       | 3:24  |
| 8.  | Only Life I Know       | 3:32  |
| 9.  | Out of This Town       | 3:56  |
| 10. | Dump for Broken Dreams | 3:30  |
| 11. | What Clowns Are We     | 5:06  |

### CD 5 (Singles)
| Nr  | Titel                                    | Längd |
| --- | ---------------------------------------- | ----- |
| 1.  | Cadillac                                 | 4:06  |
| 2.  | On the Count 2 3                         | 4:02  |
| 3.  | Luke Skywalker (2005 Digital Remaster)   | 3:28  |
| 4.  | What's Good (2) (Piano by Jonas Kernell) | 2:40  |
| 5.  | Iceage (2005 Digital Remaster)           | 2:57  |
| 6.  | You Split the Night                      | 2:52  |
| 7.  | Mr. Cloudman                             | 5:03  |
| 8.  | Work                                     | 2:20  |
| 9.  | Misery and Harmony                       | 2:50  |
| 10. | Go My Own Way (2005 Digital Remaster)    | 3:25  |
| 11. | Lemon (Written by Stefan Nilsson)        | 2:25  |
| 12. | No One Listens to No One Else            | 4:28  |
| 13. | Hospital                                 | 3:39  |
| 14. | I'll Be Gone (2005 Digital Remaster)     | 3:12  |
| 15. | You Bury Me (2005 Digital Remaster)      | 3:12  |
| 16. | Sitting Out in the Cold (Demo '89)       | 4:44  |
| 17. | Happy People Never Fantasize             | 3:48  |
| 18. | On My Own (T&A Demo '96)                 | 3:22  |
| 19. | When We Were Winning                     | 4:45  |
| 20. | Shoreline                                | 4:19  |
| 21. | What Clowns Are We                       | 5:06  |